# Abbécourt
Abbécourt je francouzská obec, která se nachází v departementu Aisne v regionu Hauts-de-France. Abbécourt má rozlohu 5,96 km². V obci žije okolo 500 obyvatel. Hustota zalidnění je 85 obyv./km². Počet obyvatel v obci vzrůstá. V letech 2008 – 2014 byl starostou obce René Paris. Obec je vzdálená 105 km severovýchodně od Paříže, 75 km jihovýchodně od Amiens, 33 km západně od Laonu.